# Susi Air
PT ASI Pujiastuti Aviation, opererend als Susi Air, is een lijnvlucht- en chartermaatschappij met als basis Pangandaran in Indonesië. De maatschappij opereert vanaf meerdere bases verspreid over Indonesië. Eigenaar en naamgever van het bedrijf is Susi Pudjiastuti.

## Afbeeldingen

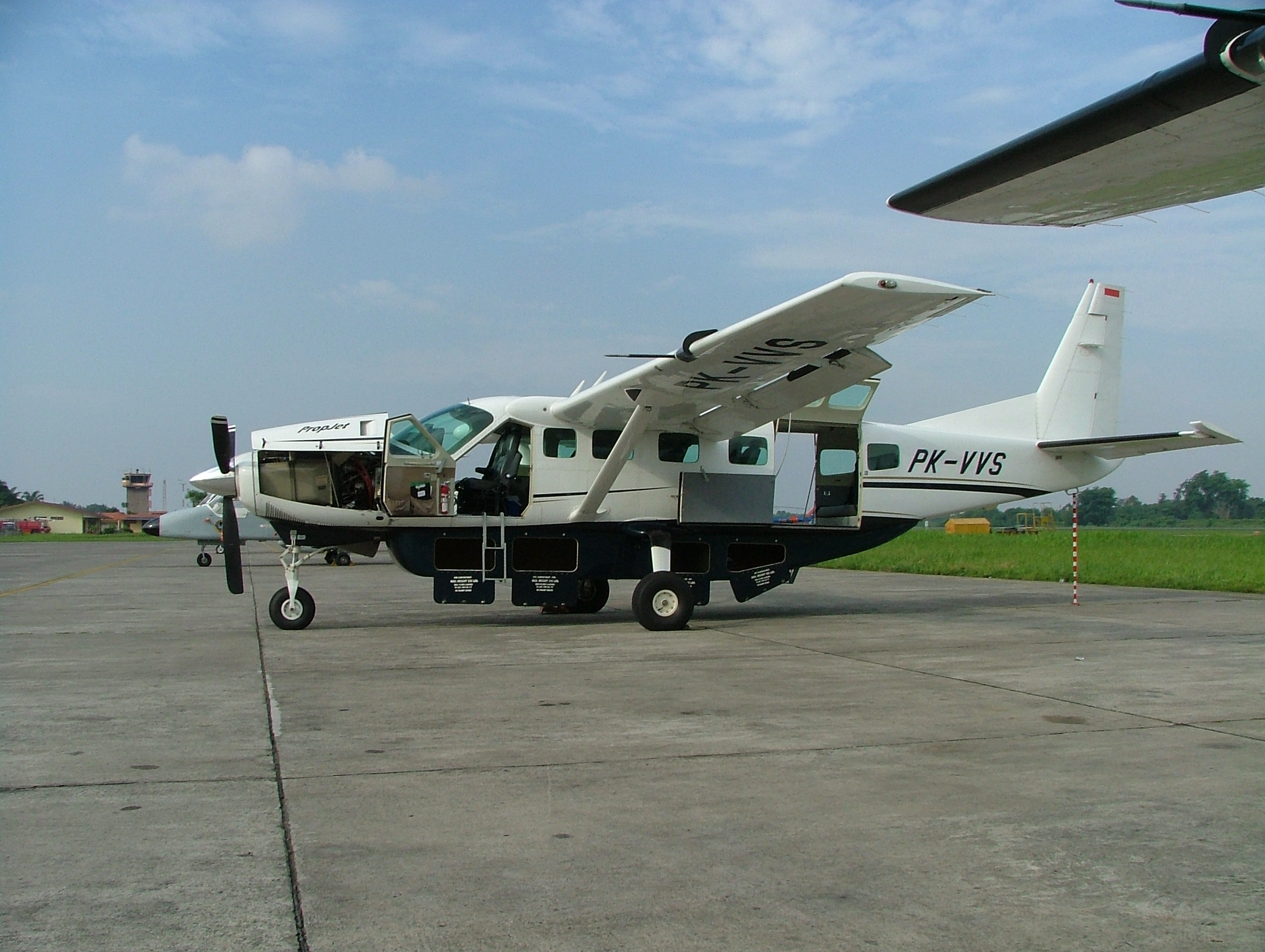
Cessna 208
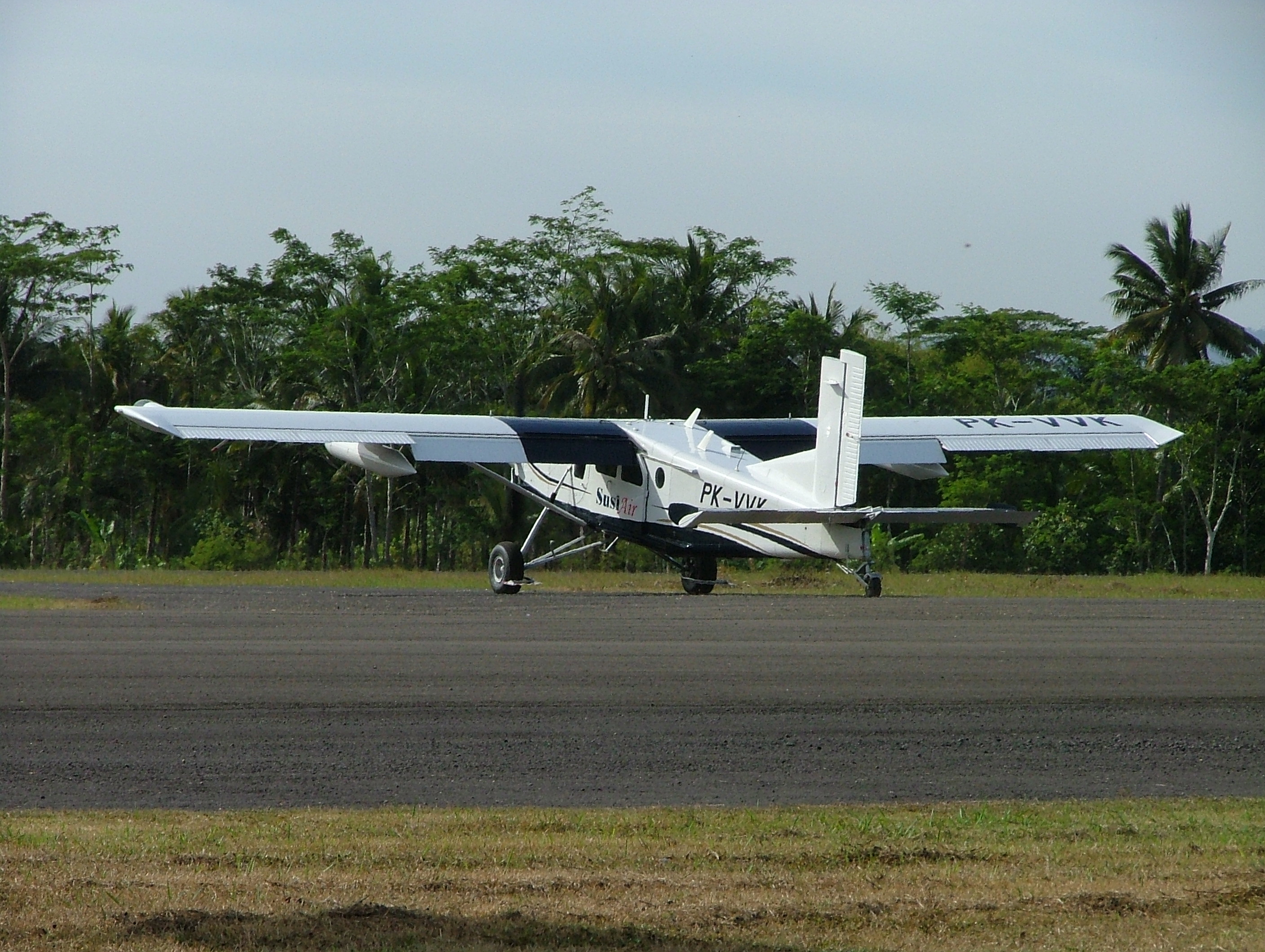
Pilatus PC-6